# Pidhaiți, Șumsk
Pidhaiți (în ucraineană Підгайці) este localitatea de reședință a comunei Pidhaiți din raionul Șumsk, regiunea Ternopil, Ucraina.

## Demografie
Componența lingvistică a localității Pidhaiți
     Ucraineană (100%)
Conform recensământului din 2001, toată populația localității Pidhaiți era vorbitoare de ucraineană (100%).